# Lochgelly United FC
Lochgelly United Football Club was een Schotse voetbalclub uit Lochgelly in Fife. De club werd opgericht in 1890 en opgeheven in 1928. De thuiswedstrijden werden gespeeld in Recreation Ground. De clubkleuren waren oranje-zwart.

## Stadions
| Seizoenen | Stadion           |
| --------- | ----------------- |
| 1890-1901 | Schools Park      |
| 1901-1910 | Reids Park        |
| 1910-1928 | Recreation Ground |